# Humboldt, Saskatchewan
Humboldt/City of Humboldt är en stad i den kanadensiska provinsen Saskatchewans centrala del. Den grundades 1875 och fick sitt namn från den tyske friherren och upptäckaren Alexander von Humboldt. Den 1 april 1907 blev Humboldt småstad (town) och den 7 november 2000 blev den istället city.
Den breder sig ut över 11,66 kvadratkilometer (km2) stor yta och hade en folkmängd på 5 678 personer vid den nationella folkräkningen 2011.